# Stanisław Zawadzki (rektor)
Stanisław Zawadzki zwany Picus (zm. 12 grudnia 1600 w Nawarzycach) – lekarz, profesor Akademii Krakowskiej.
Był podkanclerzym Akademii Krakowskiej, bogatym i wpływowym rajcą krakowskim. Był udziałowcem olkuskich kopalni srebra. 24 kwietnia 1572 został nobilitowany, nadano mu herb Herkulea. Dwukrotnie w 1581 i 1588 wybierano go rektorem Akademii Krakowskiej. Zmarł we wsi Nawarzyce, gdzie schronił się w 1599 przed panującą w Krakowie zarazą. Majątek swój, który składał się z kamienicy u zbiegu ul. św. Jana i Sławkowskiej, drugiej kamienicy przy ulicy Brackiej i wsi Modlnicy pod Krakowem, którą nabył w 1574, zapisał żonie i sześciorgu dzieciom. Najstarszy z nich Stanisław otrzymał także bibliotekę po ojcu.